# 神辺郵便局
神辺郵便局（かんなべゆうびんきょく）
- 広島県福山市にある郵便局。本記事にて記述する。

神辺簡易郵便局（かんべかんいゆうびんきょく）
- 三重県亀山市にある簡易郵便局。局番号は22805。

神辺郵便局（かんなべゆうびんきょく）は、広島県福山市にある郵便局。民営化前の分類では集配普通郵便局であった。

## 概要
住所：〒720-2199 広島県福山市神辺町川北1128-1

### 出張所（局外ATM）
民営化前は以下の場所に出張所としてATMを設置していた。現在も同じ場所にATMがあるが、管理はゆうちょ銀行広島支店となっている。
- フジグラン神辺店内出張所

## 沿革
- 1993年（平成5年）4月12日 - 神辺郵便局として、深安郡神辺町川北に開局[1]。これに伴い、それまで同町内にあった神辺郵便局は、神辺駅前郵便局に改称するとともに、当局に集配業務を移管。さらに同日、御領郵便局、中条郵便局からも集配業務を移管。
- 2000年（平成12年）8月14日 - 外国通貨の両替および旅行小切手の売買に関する業務取扱を開始。
- 2007年（平成19年）10月1日 - 民営化に伴い、併設された郵便事業神辺支店に一部業務を移管。
- 2012年（平成24年）10月1日 - 日本郵便株式会社発足に伴い、郵便事業神辺支店を神辺郵便局に統合。
- 2021年（令和3年）2月22日 - 駅家郵便局から「720-24xx」区域（福山市加茂町・駅家町法成寺）の集配業務を移管。

## 取扱内容
- 郵便、印紙、ゆうパック、内容証明
- 貯金、為替、振替、振込、国際送金、国債、投資信託
- 生命保険、バイク自賠責保険、自動車保険
- ゆうちょ銀行ATM
- 福山市内の一部地域（神辺町・加茂町・駅家町法成寺・北匠町：〒720-21xx、720-24xx）の集配業務
- ゆうゆう窓口

## 周辺
- 福山市役所神辺支所
- 広島県立神辺旭高等学校
- 神辺文化会館
- 国道486号

## アクセス
- JR福塩線 湯田村駅から徒歩約10分
- 井原鉄道井原線 湯野駅から徒歩約16分
- 山陽自動車道 福山東ICから北へ約5.5km
- 駐車場あり：17台